# San Marino beim Eurovision Song Contest
Teilnehmende Rundfunkanstalt

Erste Teilnahme
2008
Anzahl der Teilnahmen
15 (Stand 2025)
Höchste Platzierung
19 (2019)
Höchste Punktzahl
77 (2019)
Niedrigste Punktzahl
0 (2023 SF)
Punkteschnitt (seit erstem Beitrag)
35,64 (Stand 2021)
Punkteschnitt pro abstimmendem Land im 12-Punkte-System
0,64 (Stand 2021)
Dieser Artikel befasst sich mit der Geschichte San Marinos als Teilnehmer am Eurovision Song Contest.
San Marino nahm 2008 in Belgrad zum ersten Mal am Eurovision Song Contest (ESC) teil. Bis dahin war San Marino neben dem Vatikanstaat das einzige europäische Land mit EBU-Mitgliedschaft, das noch nicht am ESC teilgenommen hatte (Liechtenstein ist bislang kein EBU-Mitglied).

## Regelmäßigkeit der Teilnahme und Erfolge im Wettbewerb

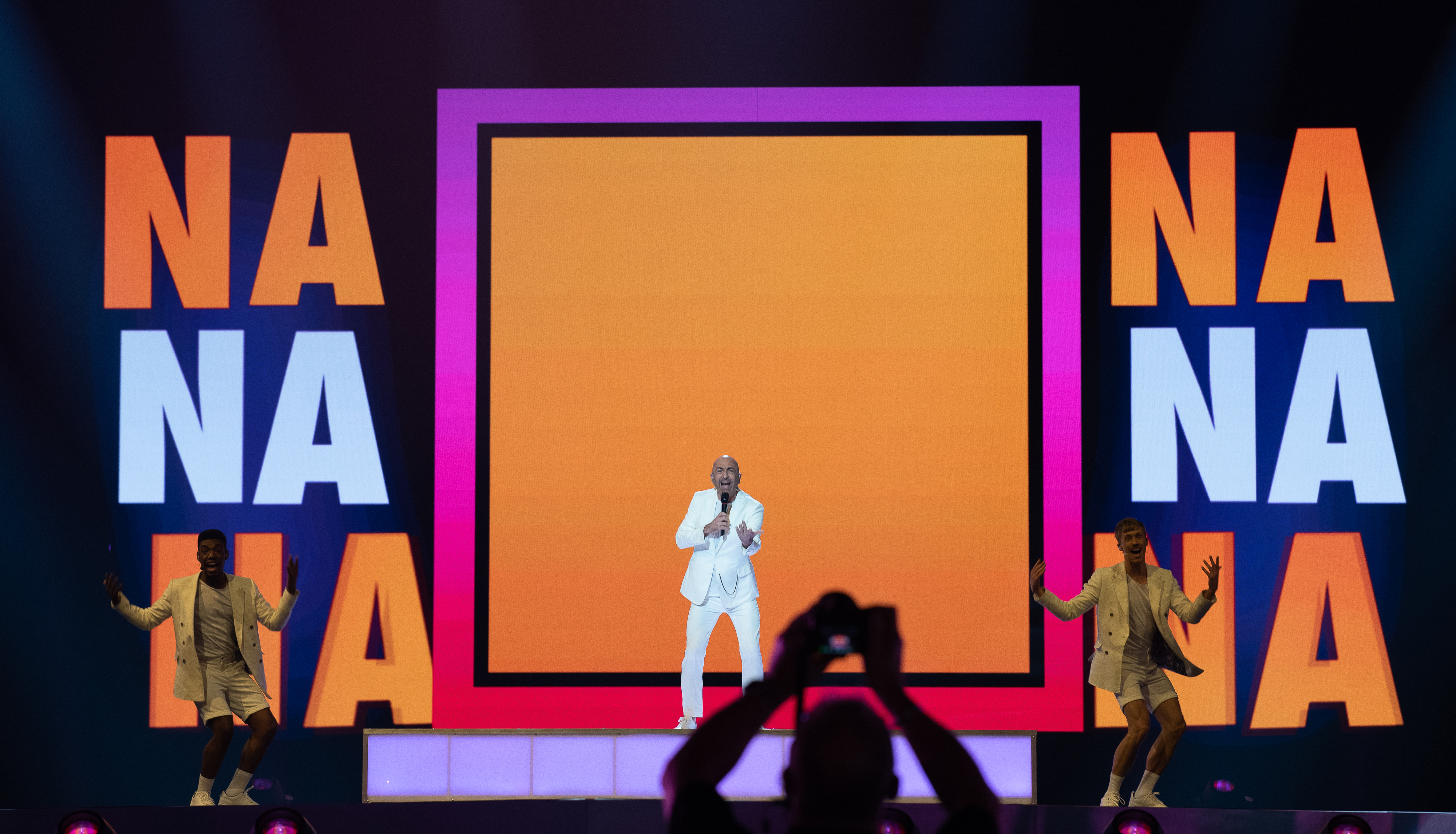
Serhat (Mitte) holte 2019 San Marinos bestes Ergebnis

San Marino nahm erstmals 2008 am Eurovision Song Contest teil. Das Debüt war damals aber wenig erfolgreich. Miodio wurde Letzter im Halbfinale und erreichte nur fünf Punkte. Das Land hatte dabei drei Punkte von Griechenland und zwei Punkte von Andorra erhalten. Danach nahm das Land aufgrund des Misserfolges und finanziellen Engpässen 2009 und 2010 nicht teil. Mit der Rückkehr des italienischen Senders RAI, der einen erheblichen Anteil am san-marinesischen Fernsehen SMRTV besitzt, kehrte auch die kleine Republik in Norditalien zum ESC 2011 zurück. Aber auch die Rückkehr war wenig erfolgreich. Senit erreichte allerdings nur Platz 16 von 19 im Halbfinale und scheiterte damit recht deutlich an der Qualifikation für das Finale. Auch Valentina Monetta schaffte es 2012 nicht sich für das Finale zu qualifizieren und scheiterte mit Platz 14 von 18 recht deutlich. Trotzdem nahm sie 2013 erneut teil. Als einer der Favoriten unter den Eurovision-Fans, schaffte sie es auch im zweiten Anlauf nicht sich für das Finale zu qualifizieren. Mit Platz 11 im Halbfinale scheiterte sie aber dieses Mal nur knapp an der Finalqualifikation. Trotzdem schickte das Land sie erneut 2014. Damit gehört Valentina Monetta zu den vier Künstlern in der Geschichte des Wettbewerbs, die ihr Land drei Mal hintereinander vertreten haben. Jeder der drei Titel wurde von Ralph Siegel komponiert, der seit 2003 keinen Beitrag mehr für Deutschland entsenden konnte. Im dritten Anlauf konnte Valentina Monetta dann San Marinos bis dahin größten Erfolg im Wettbewerb erreichen. 2014 gelang dem Land zum ersten Mal der Einzug ins Finale, wenn auch nur mit einem Punkt Vorsprung auf das elftplatzierte Quero ser tua von Suzy aus Portugal. Monetta wurde im Finale nur Drittletzte und erreichte 14 Punkte. 2015 lehnte Monetta dann eine vierte Teilnahme in Folge ab, so dass Michele Perniola & Anita Simoncini das Land 2015 vertraten. Das Duo konnte allerdings nicht am Vorjahreserfolg anknüpfen und landete lediglich auf dem vorletzten Platz im Halbfinale. 2016 sollte dann der türkische Sänger Serhat das Land zurück ins Finale bringen. Allerdings scheiterte auch er an der Finalqualifikation und landete lediglich auf Platz 12 im Halbfinale. Die Teilnahme 2017 war vorerst unsicher. Das Land war mit der Regeländerung bezüglich des neuen Abstimmungsverfahrens nicht zufrieden. Dazu wurden die Misserfolge des Landes als Grund eines möglichen Rückzugs genannt. Trotz dieser Ankündigungen, nahm das Land auch 2017 teil.
2017 vertrat dann zum bereits vierten Mal Valentina Monetta San Marino, dieses Mal zusammen mit dem Sänger Jimmie Wilson. Allerdings konnte Monetta nicht an ihre vorherigen Erfolge anknüpfen. Das Duo landete auf dem letzten Platz und erhielt nur einen Punkt, was San Marinos niedrigste Punktzahl bis heute darstellt. Auch 2018 war das Land wenig erfolgreich im Wettbewerb. Jessika Muscat feat. Jenifer Brening wurden im Halbfinale nur Vorletzter. 2019 vertrat dann Serhat zum zweiten Mal nach 2016 das Land beim Song Contest. Mit dem Lied Say Na Na Na erreichte er im Halbfinale Platz 8 und konnte somit das Land zum ersten Mal seit fünf Jahren zurück ins Finale bringen. Im Finale erreichte San Marino mit Platz 19 die bisher beste Platzierung im Wettbewerb. Im Televoting lag das Land sogar auf Platz 10. Mit 77 Punkten holte Serhat ebenfalls eine neue Höchstpunktzahl für das Land. 2021 vertrat dann Senhit zum zweiten Mal das Land, nachdem sie bereits 2011 für San Marino antrat, aber damals im Halbfinale ausschied. 2021 trat sie zusammen mit dem US-amerikanischen Rapper Flo Rida und dem Lied Adrenalina an. Beide konnten San Marino ins Finale bringen, womit das Land erstmals zwei Finalteilnahmen in Folge schaffte. Im Finale belegte der san-marinesische Beitrag dann am Ende Platz 22.
Achille Lauro vertrat, nachdem er den Vorentscheid Una voce per San Marino gewonnen hatte, San Marino beim Eurovision Song Contest 2022. Der Finaleinzug gelang ihm jedoch nicht; er schied als 14. im Halbfinale aus. Auch 2023 schied San Marino, zusammen mit Rumänien ohne einen einzigen Punkt aus. Auch 2024 schied Megara deutlich im Halbfinale aus. Im Folgejahr konnte das Land sich nach vier Jahren wieder für das Finale qualifizieren – hier erreichte man jedoch den letzten Platz.
Insgesamt landete trotzdem keiner von den 15 Beiträgen in der linken Tabellenhälfte. Mit elf verpassten Finaleinzügen, zwei vorletzten und vier letzten Plätzen zählt San Marino zu den erfolglosesten Ländern im Wettbewerb.

## Liste der Beiträge
Farblegende:
– 1. Platz. 
– 2. Platz. 
– 3. Platz. 
– Punktgleichheit mit dem letzten Platz.
– ausgeschieden im Halbfinale/in der Qualifikation/im osteuropäischen Vorentscheid.
– keine Teilnahme/nicht qualifiziert.
– Absage des Eurovision Song Contests.
| Jahr      | Interpret                            | Titel Musik (M) und Text (T) | Sprache                  | Übersetzung                                        | Finale                                           | Finale                                           | Halbfinale/ Qualifikation                        | Halbfinale/ Qualifikation                        | Nationaler Vorentscheid                                       |
| Jahr      | Interpret                            | Titel Musik (M) und Text (T) | Sprache                  | Übersetzung                                        | Platz                                            | Punkte                                           | Platz                                            | Punkte                                           | Nationaler Vorentscheid                                       |
| --------- | ------------------------------------ | --- | ------------------------ | -------------------------------------------------- | ------------------------------------------------ | ------------------------------------------------ | ------------------------------------------------ | ------------------------------------------------ | ------------------------------------------------------------- |
| 2008      | Miodio                               | Complice M: Francesco Sancisi; T: Nicola Della Valle | Italienisch              | Komplize                                           | Ausgeschieden                                    | Ausgeschieden                                    | 19 / 19                                          | 5                                                | interne Auswahl                                               |
| 2009 2010 | Auf Teilnahme verzichtet             | Auf Teilnahme verzichtet | Auf Teilnahme verzichtet | Auf Teilnahme verzichtet                           | Auf Teilnahme verzichtet                         | Auf Teilnahme verzichtet                         | Auf Teilnahme verzichtet                         | Auf Teilnahme verzichtet                         | Auf Teilnahme verzichtet                                      |
| 2011      | Senit                                | Stand By M/T: Radiosa Romani | Englisch                 | Bereitschaft                                       | Ausgeschieden                                    | Ausgeschieden                                    | 16 / 19                                          | 34                                               | interne Auswahl                                               |
| 2012      | Valentina Monetta                    | The Social Network Song (Oh Oh -Uh- Oh Oh) M: Ralph Siegel; T: Timothy Touchton, José Juan Santana Rodriguez                                                                            | Englisch                 | Das Lied der sozialen Netzwerke (oh oh -uh- oh oh) | Ausgeschieden                                    | Ausgeschieden                                    | 14 / 18                                          | 31                                               | interne Auswahl                                               |
| 2013      | Valentina Monetta                    | Crisalide (Vola) M: Ralph Siegel; T: Mauro Balestri | Italienisch              | Schmetterlingspuppe (Flieg’)                       | Ausgeschieden                                    | Ausgeschieden                                    | 11 / 17                                          | 47                                               | interne Auswahl                                               |
| 2014      | Valentina Monetta                    | Maybe (Forse) M: Ralph Siegel; T: Mauro Balestri | Englisch                 | Vielleicht                                         | 24 / 26                                          | 14                                               | 10 / 16                                          | 40                                               | interne Auswahl                                               |
| 2015      | Michele Perniola & Anita Simoncini   | Chain of Lights M: Ralph Siegel; T: John O’Flynn | Englisch                 | Kette aus Lichtern                                 | Ausgeschieden                                    | Ausgeschieden                                    | 16 / 17                                          | 11                                               | interne Auswahl                                               |
| 2016      | Serhat                               | I Didn’t Know M: Olcayto Ahmed Tuğsuz; T: Nektarios Tyrakis | Englisch                 | Ich wusste es nicht                                | Ausgeschieden                                    | Ausgeschieden                                    | 12 / 18                                          | 68                                               | interne Auswahl                                               |
| 2017      | Valentina Monetta & Jimmie Wilson    | Spirit of the Night M: Ralph Siegel; T: Steven Barnacle, Jutta Staudenmayer | Englisch                 | Geist der Nacht                                    | Ausgeschieden                                    | Ausgeschieden                                    | 18 / 18                                          | 1                                                | interne Auswahl                                               |
| 2018      | Jessika Muscat feat. Jenifer Brening | Who We Are M/T: Mathias Strasser, Zoë Straub, Christof Straub, Lorenzo Salvatori, Stefan Moessle, Jenifer Brening                                                                       | Englisch                 | Wer wir sind                                       | Ausgeschieden                                    | Ausgeschieden                                    | 17 / 18                                          | 28                                               | 1 in 360                                                      |
| 2019      | Serhat                               | Say Na Na Na M: Serhat; T: Serhat, Mary Susan Applegate | Englisch, Türkisch       | Sag Na Na Na                                       | 19 / 26                                          | 77                                               | 8 / 17                                           | 150                                              | interne Auswahl                                               |
| 2020      | Senhit                               | Freaky! M/T: Gianluigi Fazio, Henrik Steen Hansen, Nanna Bottos | Englisch                 | Ausgeflippt!                                       | Absage wegen der COVID-19-Pandemie durch die EBU | Absage wegen der COVID-19-Pandemie durch die EBU | Absage wegen der COVID-19-Pandemie durch die EBU | Absage wegen der COVID-19-Pandemie durch die EBU | interne Auswahl (Interpret), Digital Battle Eurovision (Lied) |
| 2021      | Senhit feat. Flo Rida                | Adrenalina M/T: Chanel Tukia, Jimmy Thörnfeldt, Joy Deb, Kenny Silverdique, Linnea Deb, Malou Ruotsalainen, Senhit Zadik Zadik, Suzi Pancenkov, Thomas Stengaard, Dillard Tramar        | Englisch, Italienisch    | Adrenalin                                          | 22 / 26                                          | 50                                               | 9 / 17                                           | 118                                              | interne Auswahl                                               |
| 2022      | Achille Lauro                        | Stripper M/T: Achille Lauro, Davide Petrella, Francesco Viscovo, Simon Pietro Manzari, Daniele Dezi, Daniele Mungai, Mattia Cutolo, Marco Lanciotti, Gregorio Calculli, Mattia Ciceroni | Italienisch, Englisch    | –                                                  | Ausgeschieden                                    | Ausgeschieden                                    | 14 / 18                                          | 50                                               | Una voce per San Marino 2022                                  |
| 2023      | Piqued Jacks                         | Like an Animal M/T: Andrea Lazzeretti, Francesco Bini, Marco Sgaramella, Tommaso Oliveri                                                                                                | Englisch                 | Wie ein Tier                                       | Ausgeschieden                                    | Ausgeschieden                                    | 16 / 16                                          | 0                                                | Una voce per San Marino 2023                                  |
| 2024      | Megara                               | 11:11 M/T: Isra Dante Ramos Solomando, Roberto la Lueta Ruiz, Sara Jiménez Moral | Spanisch, Italienisch a  | –                                                  | Ausgeschieden                                    | Ausgeschieden                                    | 14 / 16                                          | 16                                               | Una voce per San Marino 2024                                  |
| 2025      | Gabry Ponte                          | Tutta l’Italia M/T: Andrea Bonomo, Edwyn Roberts, Gabry Ponte | Italienisch              | Ganz Italien                                       | 26 / 26                                          | 27                                               | 10 / 15                                          | 46                                               | San Marino Song Contest 2025                                  |

## Nationale Qualifikation
San Marino wählte bis 2017 jeden seiner Beiträge intern aus. 2018 fand schließlich mit der Vorentscheidung 1 in 360 erstmals eine nationale Vorentscheidung statt, 2019 wurde erneut der Beitrag intern ausgewählt. 2020 wählte man die Sängerin Senhit intern aus, ließ jedoch das Lied über einen Vorentscheid bestimmen. Seit 2022 wurde der Beitrag über die Vorentscheidung Una voce per San Marino bestimmt.

## Sprachen
2008 und 2013 wurde auf Italienisch gesungen, die Beiträge von 2011, 2012, 2014, 2016, 2017 und 2018 waren komplett auf Englisch. 2019 enthielt der Text neben englischen Wörtern auch einige türkische Wörter. 2021 und 2022 enthielt der Beitrag neben englischen auch italienische Wörter. Da San Marino erst seit 2008 teilnimmt, gab es nie eine Regel, die das Land dazu verpflichtete, auf Italienisch zu singen.
2013 gab es zudem noch eine englischsprachige Version, 2014 und 2016 eine italienischsprachige, die zum Download zur Verfügung gestellt wurden.

## Kommentatoren und Punktesprecher
| Jahr      | Kommentatoren                                                                               | Punktesprecher           |
| --------- | ------------------------------------------------------------------------------------------- | ------------------------ |
| 2008      | Lia Fiorio, Gigi Restivo Emilia-Romagna                                                     | Roberto Moretti          |
| 2009 2010 | Keine Übertragung                                                                           | Auf Teilnahme verzichtet |
| 2011      | Lia Fiorio & Gigi Restivo                                                                   | Nicola Della Valle       |
| 2012      | Lia Fiorio & Gigi Restivo                                                                   | Monica Fabbri            |
| 2013      | Lia Fiorio & Gigi Restivo                                                                   | John Kennedy O'Connor    |
| 2014      | Lia Fiorio & Gigi Restivo (italienisch) John Kennedy O'Connor & Jamarie Milkovic (englisch) | Michele Perniola         |
| 2015      | Lia Fiorio & Gigi Restivo                                                                   | Valentina Monetta        |
| 2016      | Lia Fiorio & Gigi Restivo                                                                   | Irol MC                  |
| 2017      | Lia Fiorio & Gigi Restivo                                                                   | Lia Fiorio               |
| 2018      | Lia Fiorio & Gigi Restivo                                                                   | John Kennedy O'Connor    |
| 2019      | Lia Fiorio & Gigi Restivo                                                                   | Monica Fabbri            |
| 2021      | Lia Fiorio & Gigi Restivo                                                                   | Monica Fabbri            |
| 2022      | Lia Fiorio & Gigi Restivo                                                                   | Labiuse                  |
| 2023      | Lia Fiorio & Gigi Restivo                                                                   | John Kennedy O'Connor    |
| 2024      | Lia Fiorio & Gigi Restivo                                                                   | Kida                     |
| 2025      | Anna Gaspari and Gigi Restivo                                                               | Senhit                   |

## Punktevergabe
Folgende Länder erhielten die meisten Punkte von oder vergaben die meisten Punkte an San Marino (Stand: 2025):
| Die meisten im Finale vergebenen Punkte | Die meisten im Finale vergebenen Punkte | Die meisten im Finale vergebenen Punkte |
| Platz                                   | Land                                    | Punkte                                  |
| --------------------------------------- | --------------------------------------- | --------------------------------------- |
| 1                                       | Italien                                 | 165                                     |
| 2                                       | Griechenland                            | 101                                     |
| 3                                       | Israel                                  | 079                                     |
| 4                                       | Ukraine                                 | 072                                     |
| 5                                       | Schweden                                | 063                                     |

| Die meisten im Finale erhaltenen Punkte | Die meisten im Finale erhaltenen Punkte | Die meisten im Finale erhaltenen Punkte |
| Platz                                   | Land                                    | Punkte                                  |
| --------------------------------------- | --------------------------------------- | --------------------------------------- |
| 1                                       | Albanien                                | 23                                      |
| 2                                       | Italien                                 | 21                                      |
| 3                                       | Georgien                                | 17                                      |
| 4                                       | Aserbaidschan                           | 16                                      |
| 5                                       | Griechenland                            | 13                                      |

| Die meisten insgesamt vergebenen Punkte | Die meisten insgesamt vergebenen Punkte | Die meisten insgesamt vergebenen Punkte |
| Platz                                   | Land                                    | Punkte                                  |
| --------------------------------------- | --------------------------------------- | --------------------------------------- |
| 1                                       | Griechenland                            | 170                                     |
| 2                                       | Italien                                 | 165                                     |
| 3                                       | Schweden                                | 117                                     |
| 4                                       | Ukraine                                 | 093                                     |
| 5                                       | Moldau                                  | 092                                     |

| Die meisten insgesamt erhaltenen Punkte | Die meisten insgesamt erhaltenen Punkte | Die meisten insgesamt erhaltenen Punkte |
| Platz                                   | Land                                    | Punkte                                  |
| --------------------------------------- | --------------------------------------- | --------------------------------------- |
| 1                                       | Albanien                                | 68                                      |
| 2                                       | Aserbaidschan                           | 52                                      |
| 3                                       | Malta                                   | 51                                      |
| 4                                       | Italien                                 | 48                                      |
| 5                                       | Georgien                                | 47                                      |

### Vergaben der Höchstwertung
Seit 2008 vergab San Marino die Höchstpunktzahl an 14 verschiedene Länder, davon viermal an Italien. Im Halbfinale vergab San Marino die Höchstpunktzahl an 14 verschiedene Länder, davon viermal an Griechenland.
| Höchstwertung (Finale) | Höchstwertung (Finale)   | Höchstwertung (Finale)   |
| Jahr                   | Land                     | Platz (Finale)           |
| ---------------------- | ------------------------ | ------------------------ |
| 2008                   | Griechenland             | 3                        |
| 2009 2010              | Auf Teilnahme verzichtet | Auf Teilnahme verzichtet |
| 2011                   | Italien                  | 2                        |
| 2012                   | Albanien                 | 5                        |
| 2013                   | Griechenland             | 6                        |
| 2014                   | Aserbaidschan            | 22                       |
| 2015                   | Lettland                 | 6                        |
| 2016                   | Ukraine (J & T)          | 1                        |
| 2017                   | Portugal (J)             | 1                        |
| 2017                   | Bulgarien (T)            | 2                        |
| 2018                   | Israel (J & T)           | 1                        |
| 2019                   | Italien (J)              | 2                        |
| 2019                   | Russland (T)             | 3                        |
| 2020                   | Wettbewerb abgesagt      | Wettbewerb abgesagt      |
| 2021                   | Frankreich (J)           | 2                        |
| 2021                   | Italien (T)              | 1                        |
| 2022                   | Spanien (J)              | 3                        |
| 2022                   | Ukraine (T)              | 1                        |
| 2023                   | Italien (J)              | 4                        |
| 2023                   | Finnland (T)             | 2                        |
| 2024                   | Schweiz (J)              | 1                        |
| 2024                   | Israel (T)               | 5                        |
| 2025                   | Italien (J)              | 5                        |
| 2025                   | Griechenland (T)         | 6                        |

| Höchstwertung (Halbfinale) | Höchstwertung (Halbfinale) | Höchstwertung (Halbfinale) |
| Jahr                       | Land                       | Platz (Halbfinale)         |
| -------------------------- | -------------------------- | -------------------------- |
| 2008                       | Griechenland               | 1                          |
| 2009 2010                  | Auf Teilnahme verzichtet   | Auf Teilnahme verzichtet   |
| 2011                       | Malta                      | 11                         |
| 2012                       | Irland                     | 6                          |
| 2013                       | Griechenland               | 2                          |
| 2014                       | Niederlande                | 1                          |
| 2015                       | Schweden                   | 1                          |
| 2016                       | Niederlande (J)            | 5                          |
| 2016                       | Russland (T)               | 1                          |
| 2017                       | Niederlande (J)            | 4                          |
| 2017                       | Bulgarien (T)              | 1                          |
| 2018                       | Schweden (J)               | 2                          |
| 2018                       | Dänemark (T)               | 5                          |
| 2019                       | Griechenland (J & T)       | 5                          |
| 2020                       | Wettbewerb abgesagt        | Wettbewerb abgesagt        |
| 2021                       | Polen (J)                  | 14                         |
| 2021                       | Moldau (T)                 | 7                          |
| 2022                       | Schweden (J)               | 1                          |
| 2022                       | Serbien (T)                | 3                          |
| 2023                       | Litauen                    | 4                          |
| 2024                       | Schweiz                    | 4                          |
| 2025                       | Belgien                    | 14                         |

## Verschiedenes
- 2012 trug der san-marinesische Beitrag ursprünglich den Titel Facebook, Uh, Oh, Oh. Da die EBU Titel und Text des Liedes als kommerzielle Werbung einstufte, musste beides geändert werden.[3]
- Im Halbfinale 2014 gelang San Marino der erstmalige Finaleinzug mit nur einem Punkt Vorsprung vor dem ausgeschiedenen Portugal.
- Seit der ersten Teilnahme hat sich San Marino jedes Jahr im Vergleich zur Platzierung des Vorjahres gesteigert. Nach dem letzten Platz im Semifinale 2008 folgten Platz 16, 14 und 11 sowie der erste Finaleinzug auf Platz 10 im Jahr 2014 und dem darauf folgenden 24. Platz im Finale. 2015 wurde diese Steigerung gestoppt.
- Michele Perniola und Anita Simoncini, die Teilnehmer für den Eurovision Song Contest 2015, waren das bislang jüngste Duo auf der ESC-Bühne mit zusammen 33 Jahren.[4]
- 2016 trat mit dem Türken Serhat erstmals ein männlicher Solointerpret für San Marino beim ESC an. Auch war er der einzige Kandidat, der für San Marino antrat, der keine Verbindung zum Land selbst hatte. 2019 kehrte er zurück.
- Valentina Monetta nahm bereits viermal (2012, 2013, 2014, 2017) am Wettbewerb teil und ist damit eine der am häufigsten wiederkehrenden Teilnehmer beim ESC.
- Die Televoting-Punktzahl aus San Marino wird aufgrund der geringen Größe des Landes statistisch von der EBU bestimmt.[5]
- Bis zum Finaleinzug von Gabry Ponte in 2025 konnte sich San Marino nur für das Finale qualifizieren, wenn der Beitrag intern ausgewählt worden war (2014, 2019 und 2021). Alle Beiträge, die mittels öffentlicher Vorentscheidung gewählt wurden (2018 sowie 2022–2024) schieden im Semifinale aus. Gabry Ponte war außerdem der erste Teilnehmer für San Marino, der sich auf Anhieb bei der ersten Teilnahme für das Finale qualifizierte. Serhat, Valentina Monetta und Senhit benötigten mindestens 2 Versuche.

## Impressionen

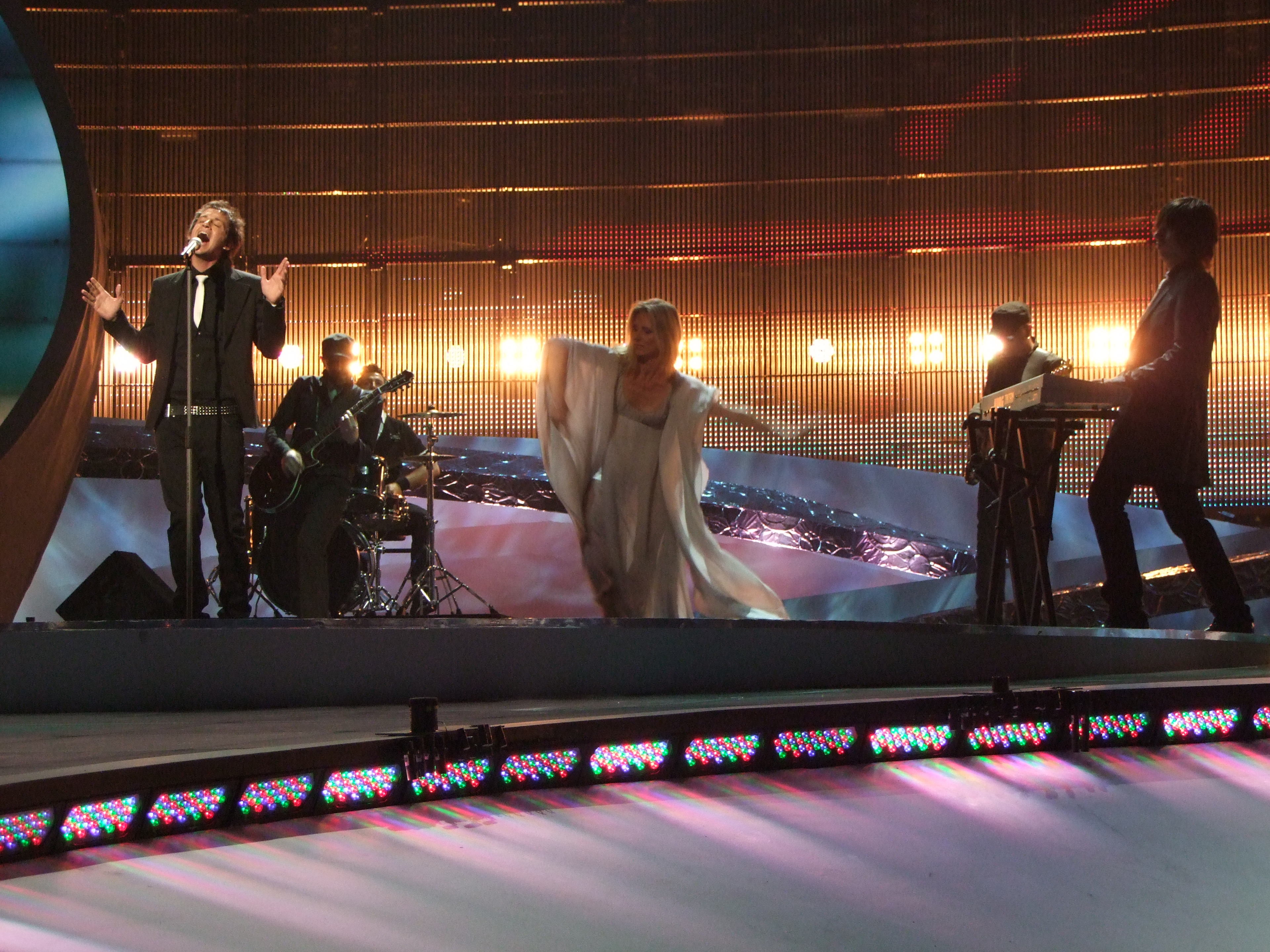
Miodio 2008
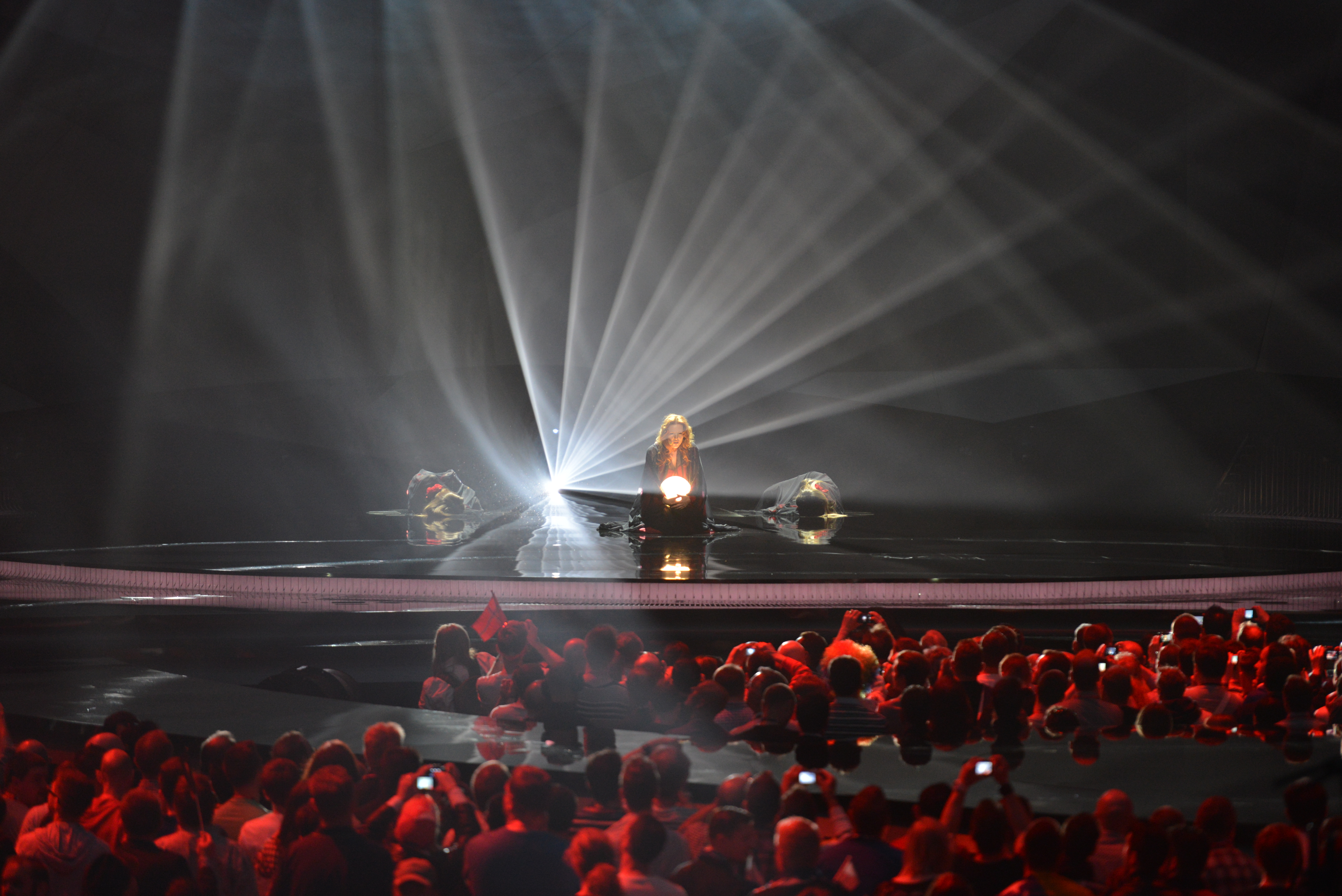
Valentina Monetta 2013
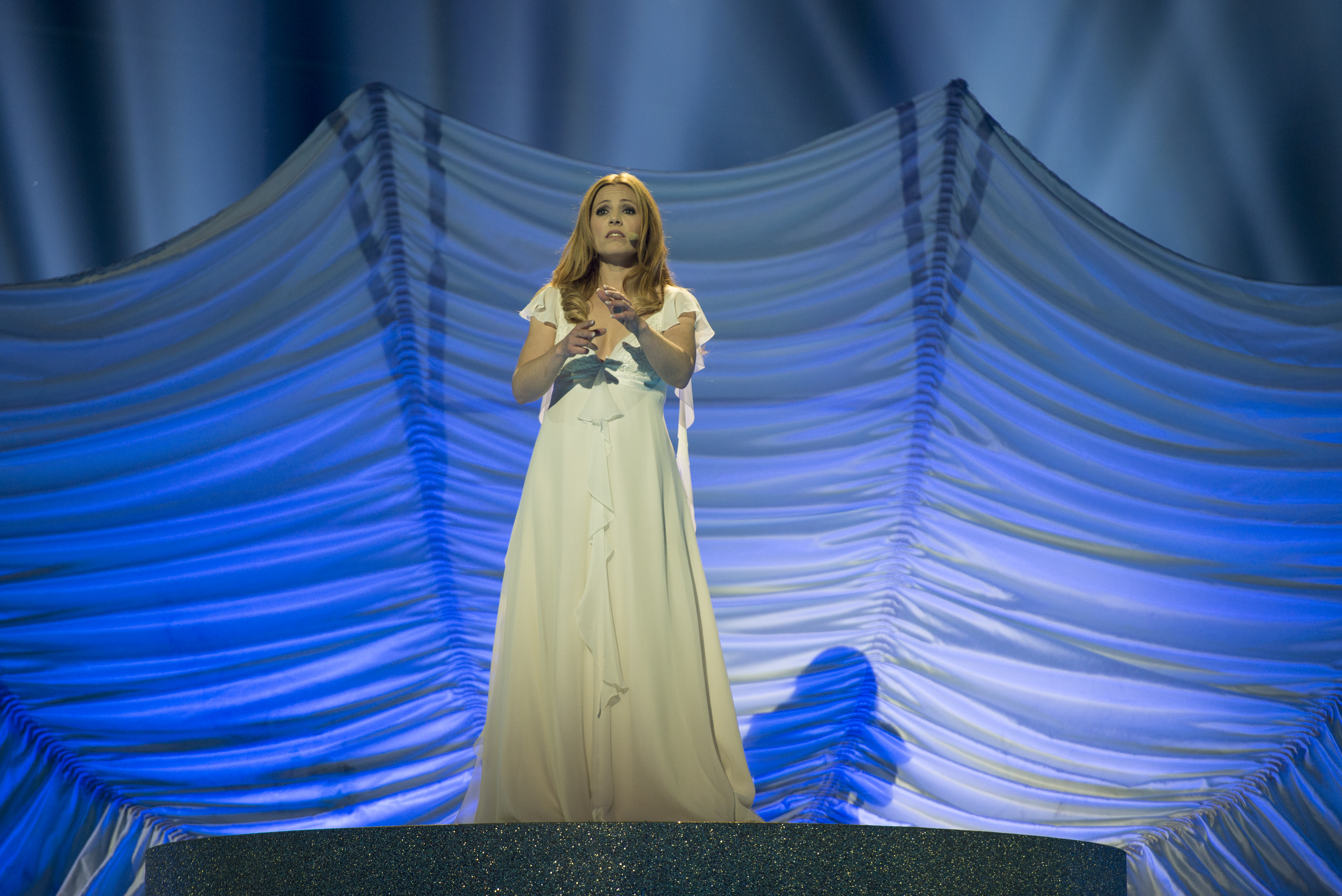
Valentina Monetta 2014
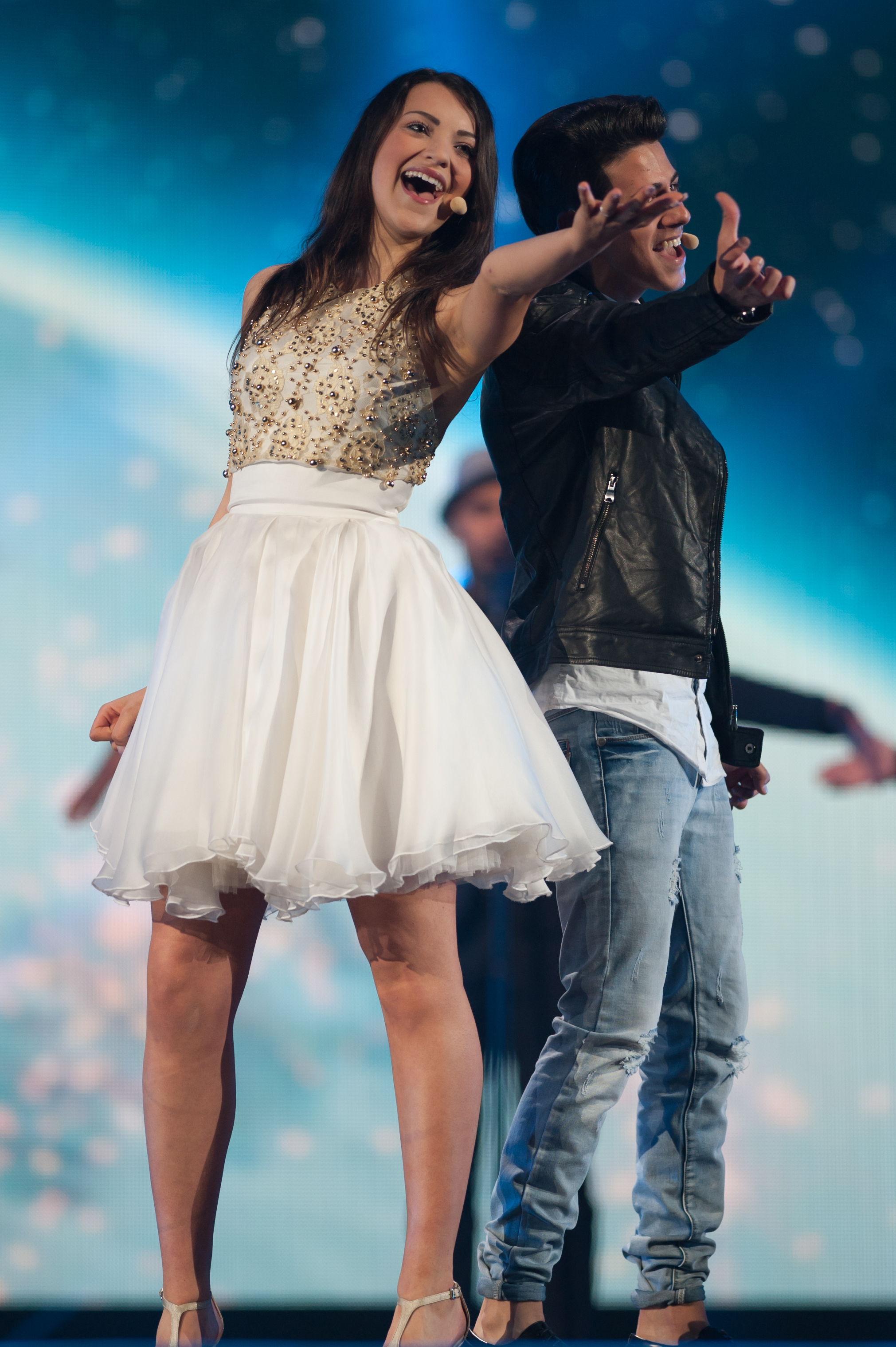
Michele Perniola & Anita Simoncini 2015
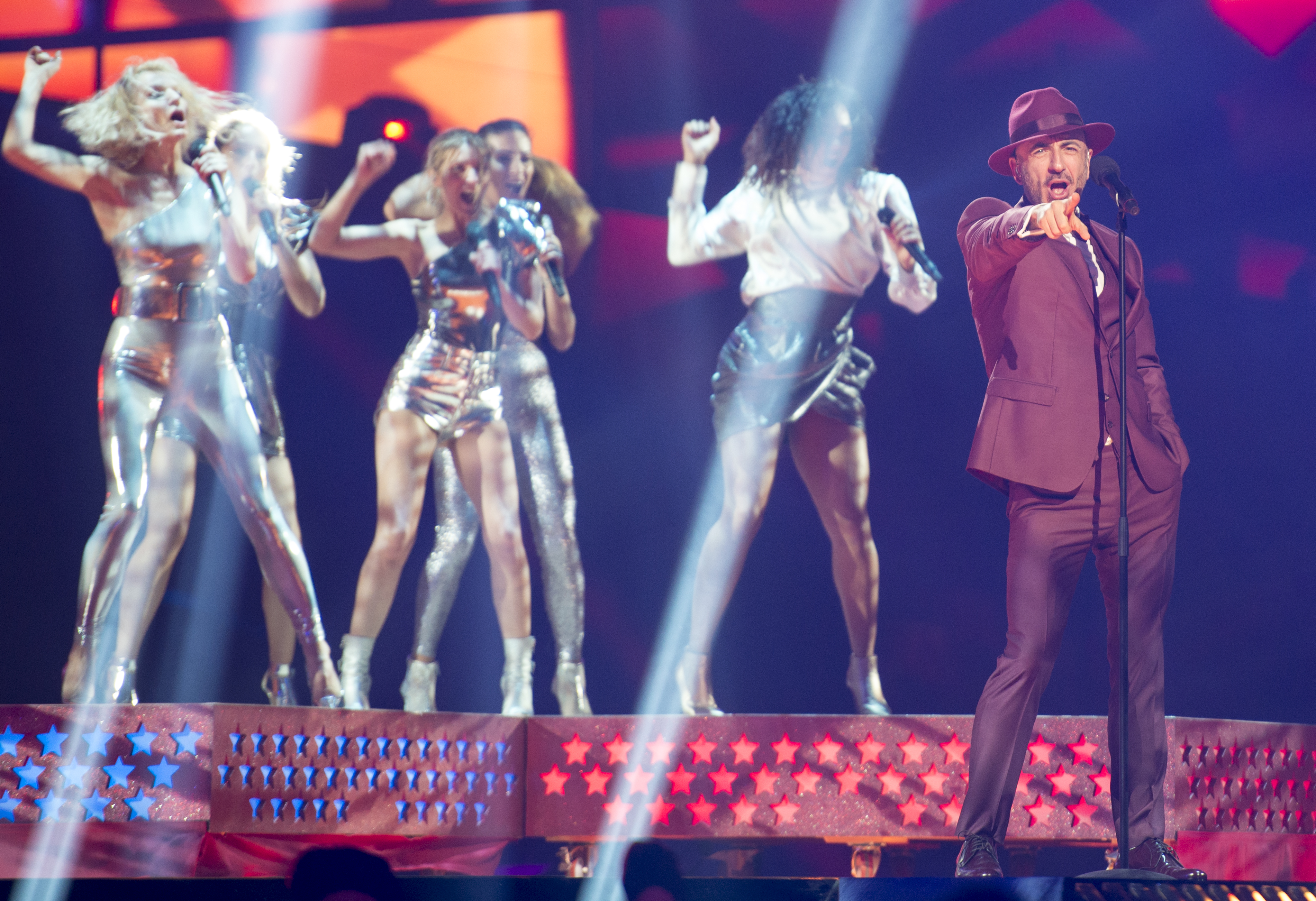
Serhat 2016
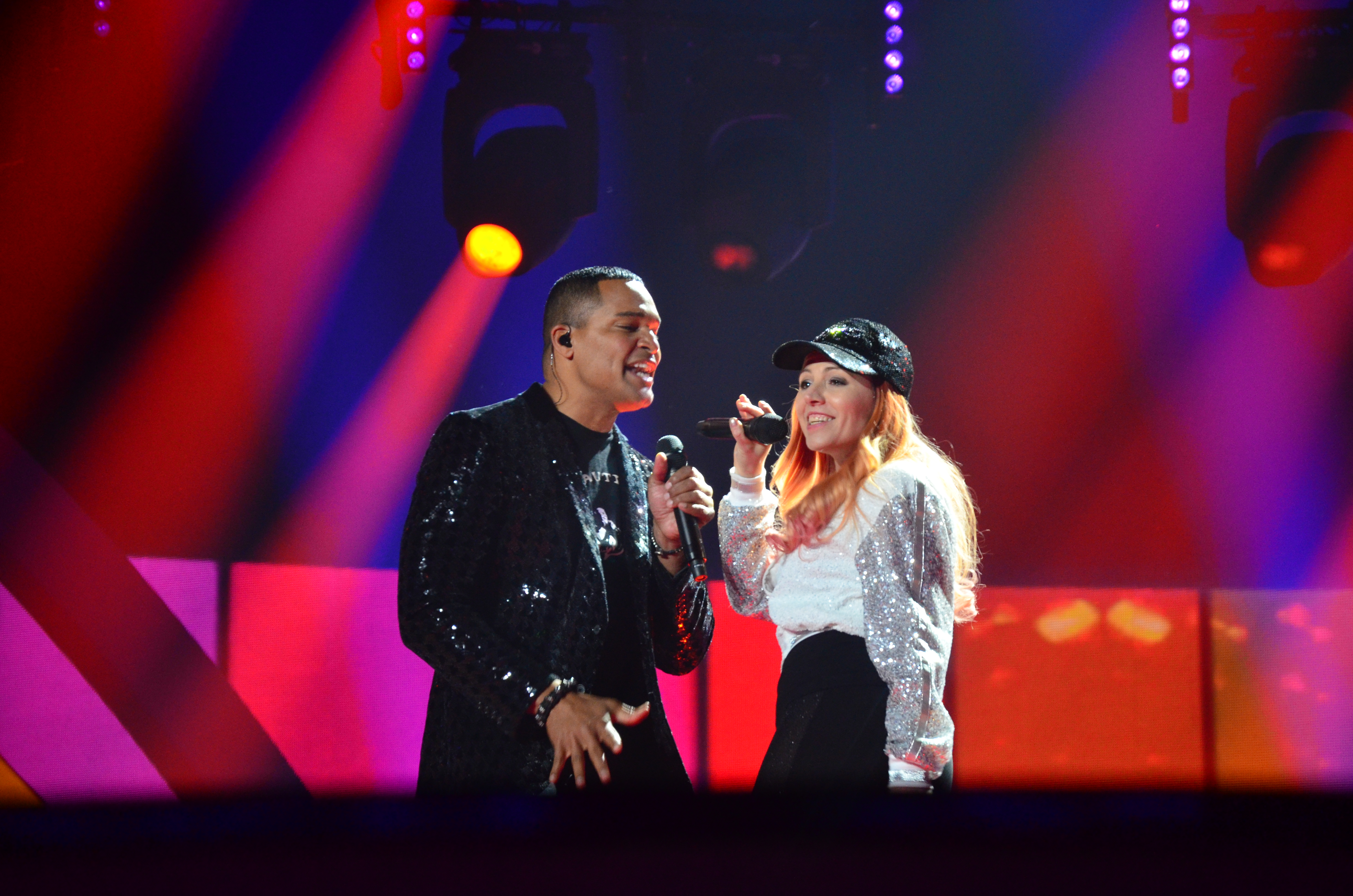
Valentina Monetta & Jimmie Wilson 2017
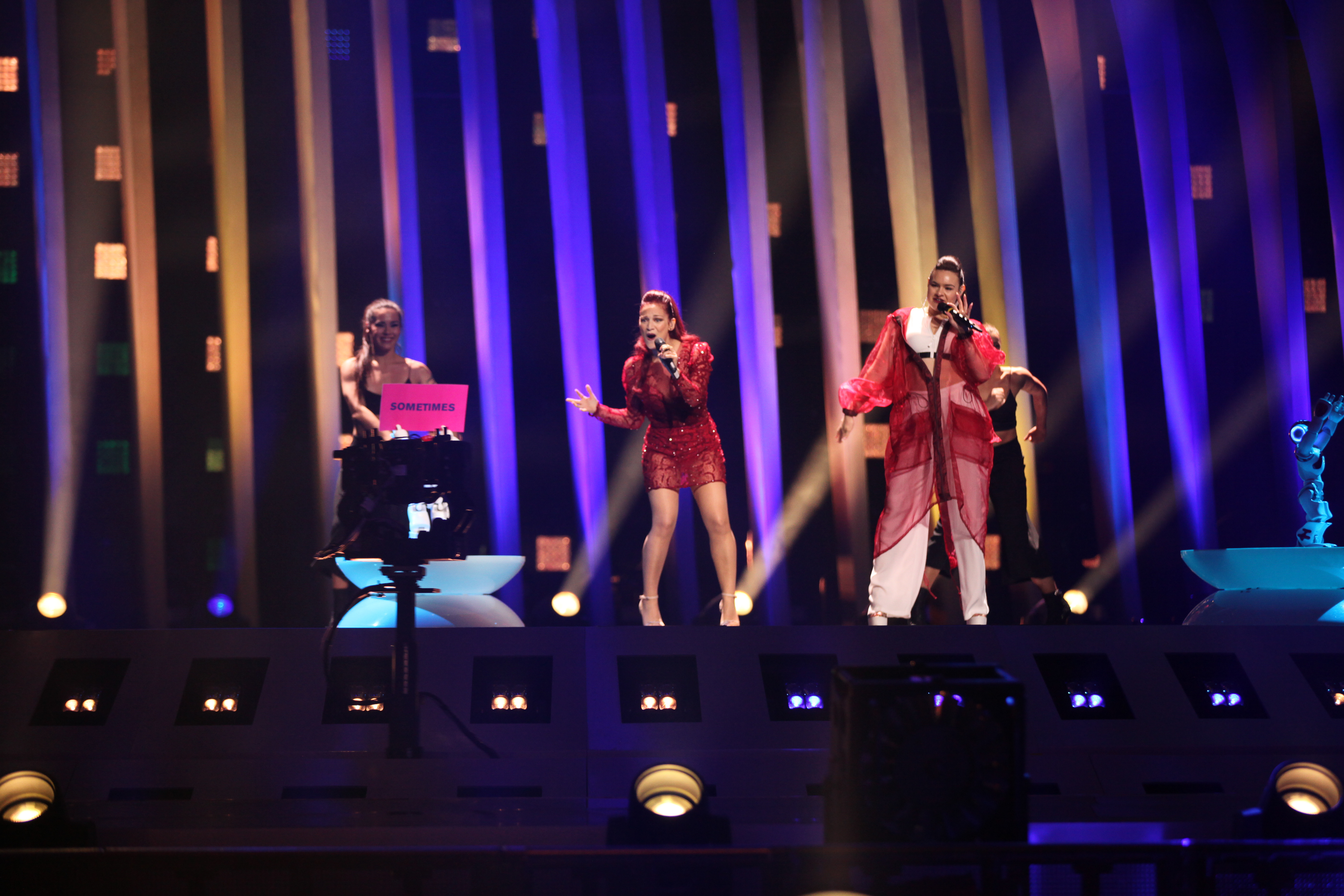
Jessika feat. Jenifer Brening 2018
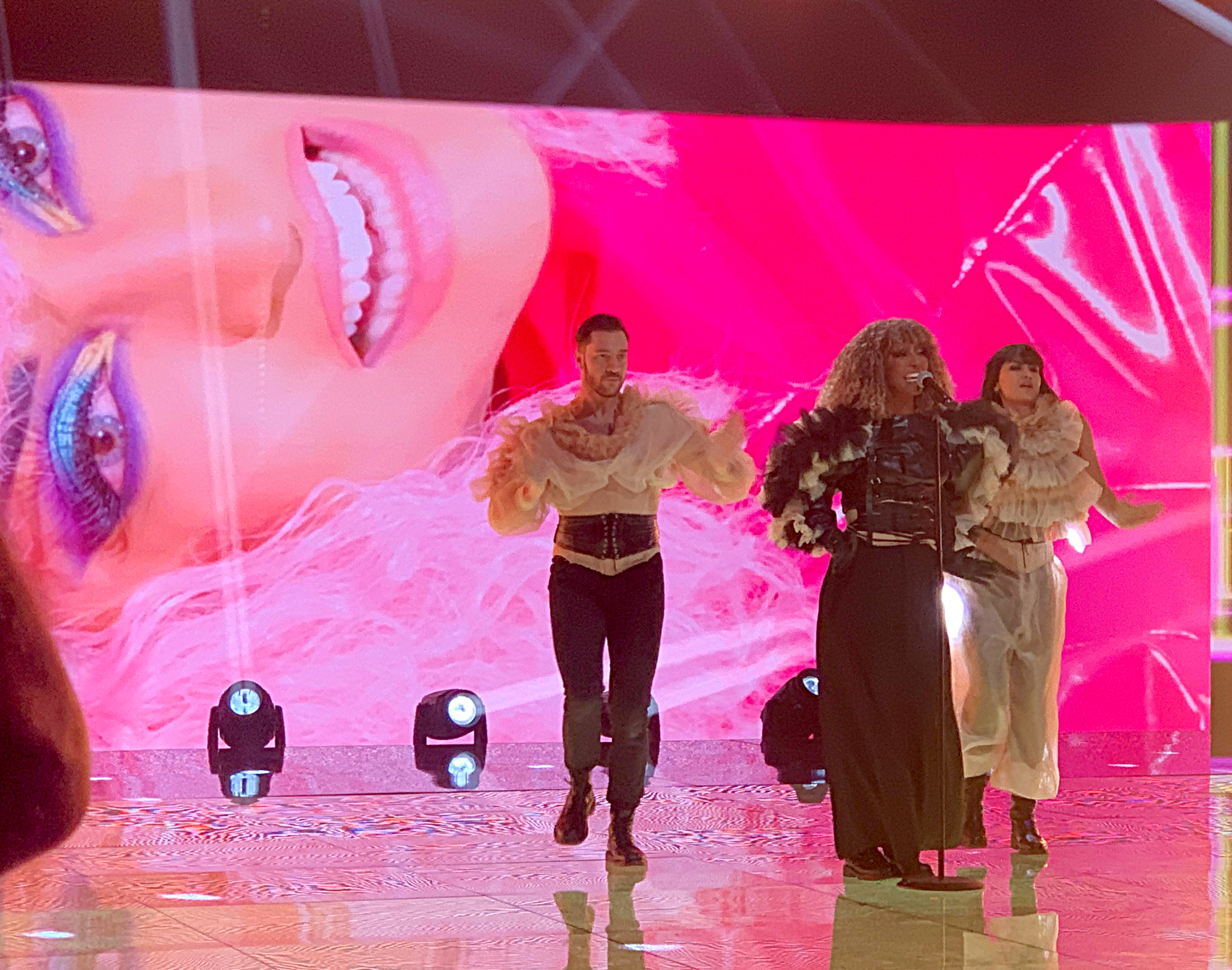
Senhit 2021
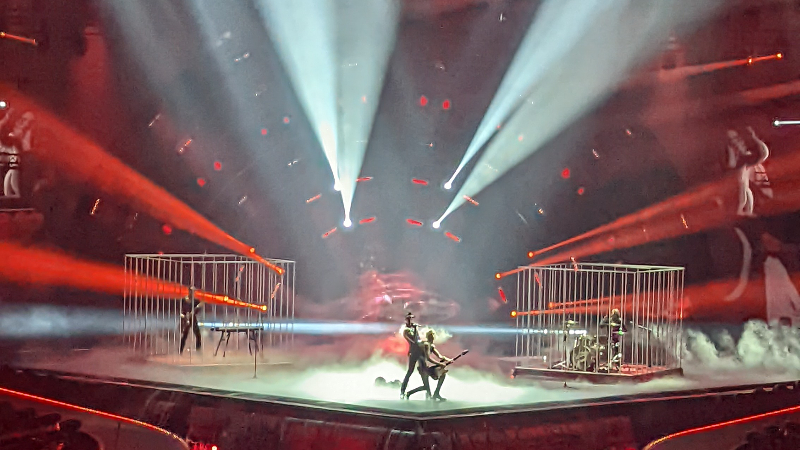
Achille Lauro 2022
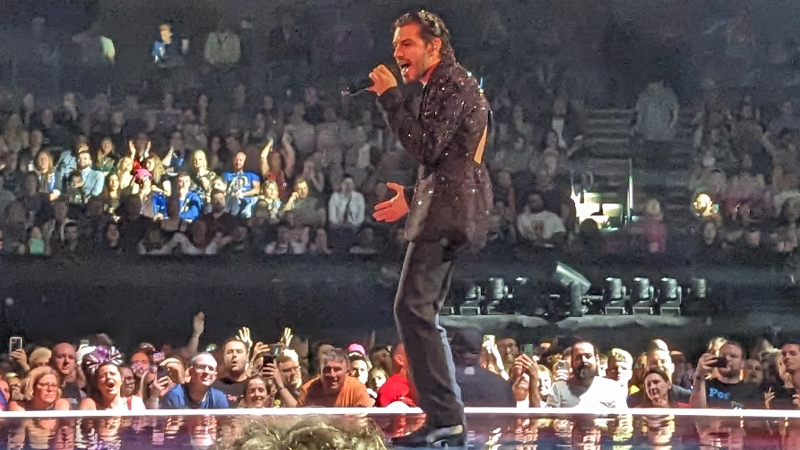
Piqued Jacks 2023
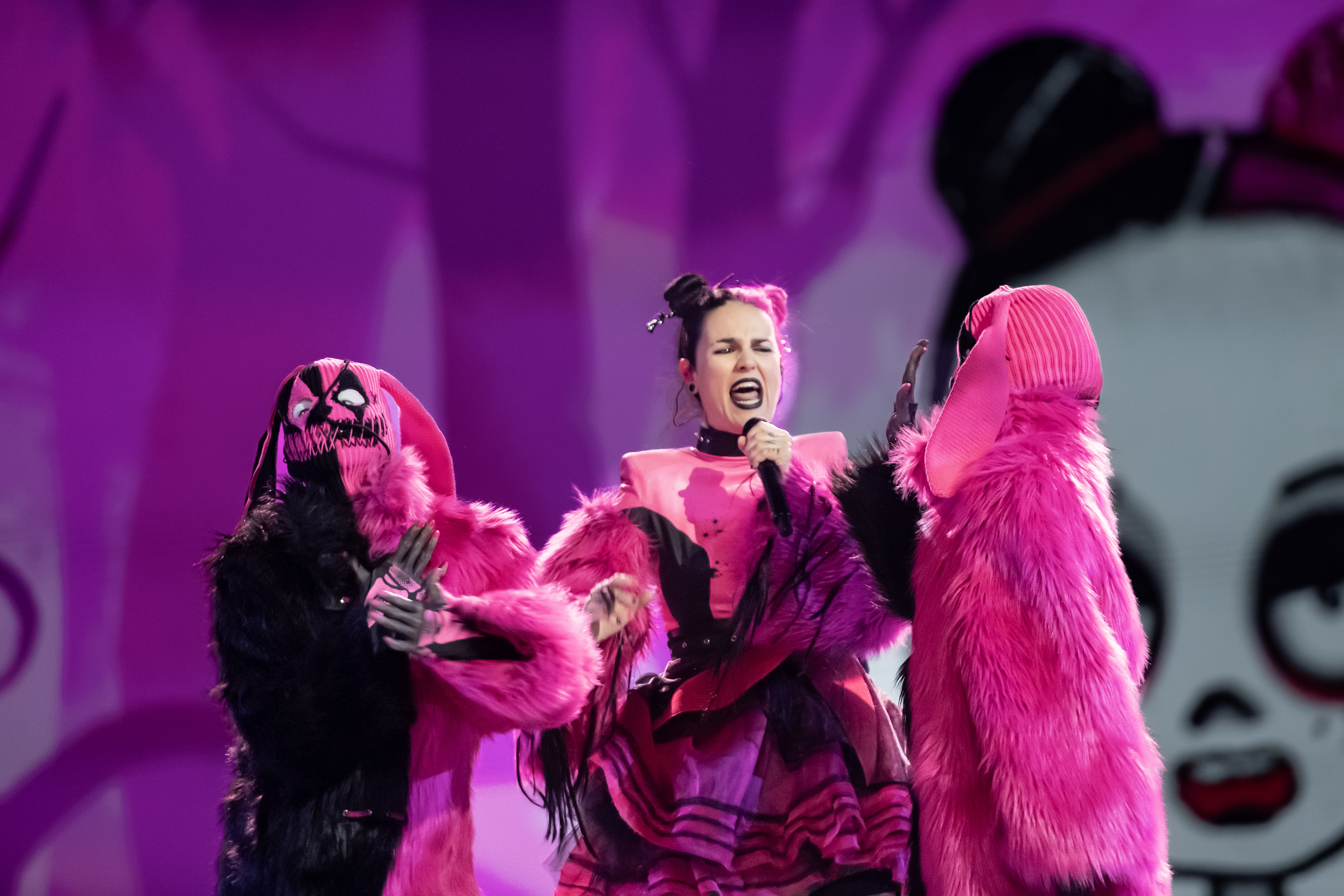
Megara 2024
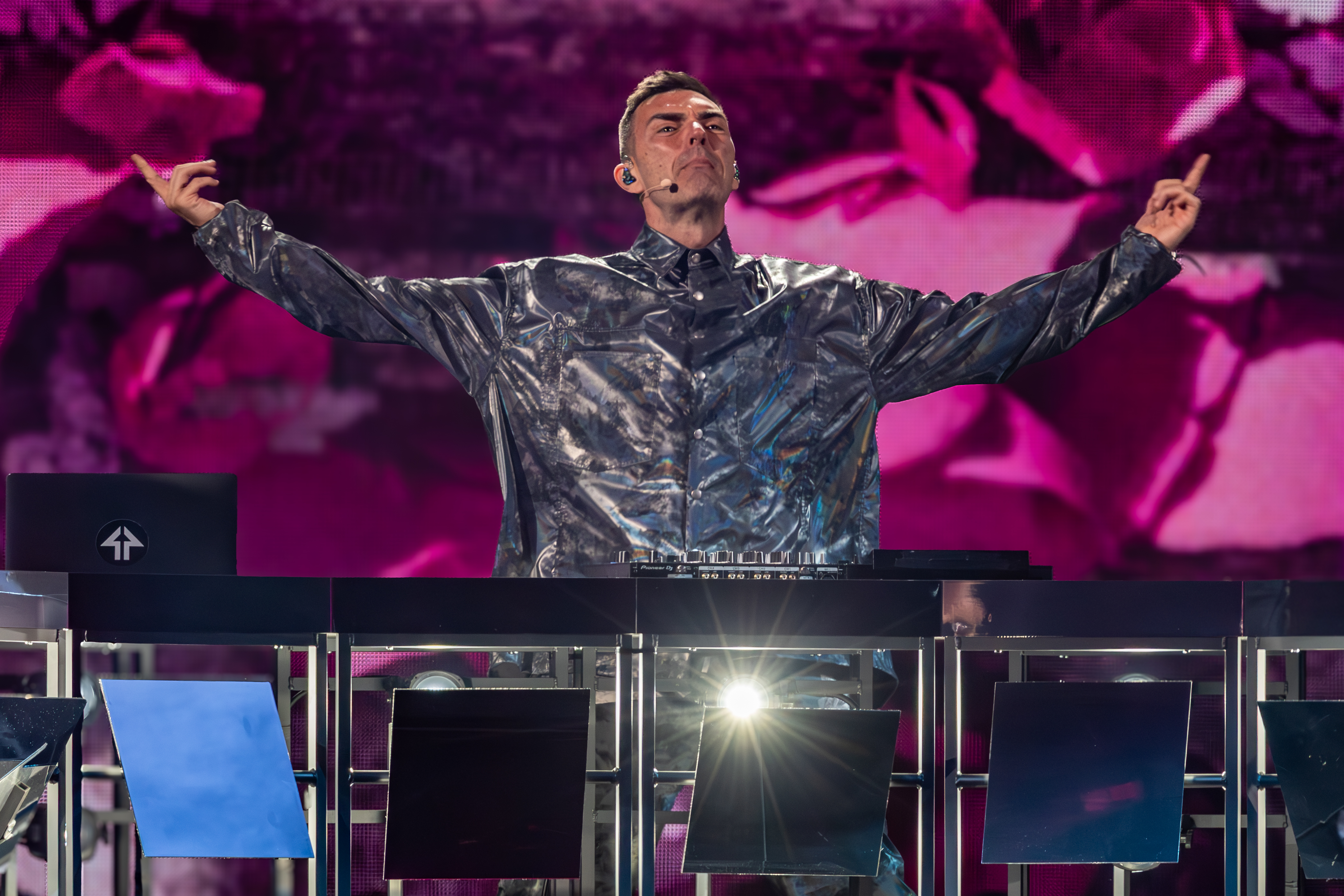
Gabry Ponte 2025